# 彩石鰟鮍
彩石鰟鮍（学名：Rhodeus lighti）为輻鰭魚綱鲤形目鱊科鰟鮍属的鱼类，是中国的特有物种。分布于福建、广东直至黑龙江流域等，體長可達7.2公分，棲息在河川底中層水域，生活習性不明。该物种的模式产地在南京。

## 扩展阅读
維基物種上的相關：彩石鰟鮍